# John Goldsberry
John Goldsberry (Vandalia, 19 ottobre 1982) è un ex cestista statunitense, professionista in Germania.

## Palmarès
- Campionato tedesco: 3

Brose Bamberg: 2009-2010, 2010-2011, 2012-2013
- Coppa di Germania: 4

Artland Dragons: 2008
Brose Bamberg: 2010, 2011, 2012
- Supercoppa tedesca: 3

Brose Bamberg: 2010, 2011, 2012